# Tao Xingzhi
Tao Xingzhi (陶行知, 18 octobre 1891 - 25 juillet 1946), est un important pédagogue et réformiste chinois du XXe siècle. Après avoir étudié à l'université Columbia aux États-Unis, il rentre en Chine et devient le meneur de la réforme de l'éducation. Sa carrière de pédagogue libéral en Chine n'est pas dérivée de John Dewey, comme certains auteurs le prétendent, mais est créative et s'est adaptée aux spécificités chinoises. Son retour en Chine se fait à une époque où l'influence américaine est particulièrement intrusive et son nom réel à cette époque (zhixing) signifie « connaissance-action », en référence au dicton du philosophe néo-confucéen Wang Yangming qui explique qu'une fois que la connaissance (zhi) est acquise, alors l'action (xing) en ait grandement facilitée.

## Biographie
De retour de ses études aux États-Unis à l'université de l'Illinois et l'université Columbia en 1917, il consacre sa « vie à l'éducation » et retourne à ses origines modestes. « À l'origine » écrit-il à sa sœur cadette, « Je suis un Chinois moyen, mais peu à peu, après dix ans d'une vie d'étudiant, j'ai développé une tendance aristocratique étrangère ». Il redécouvre la ville de Shanghai, la capitale et le centre de la modernité étrangère en Chine, qu'il trouve maintenant « vulgaire, trop pressée et bondée ». Puis « tout à coup, comme le fleuve Jaune brisant ses digues ..., je me suis réveillé [juewu, le terme bouddhiste pour satori] par le fait que je me suis fait voler mon identité chinoise ». Il se met à porter la robe traditionnelle des savants, et se tourne vers l'éducation du peuple. Il inverse ensuite les syllabes de son nom pour donner Xingzhi (« action-connaissance »), ce qui signifie que c'est l'action qui doit produire la connaissance. Il dénonce la « fausse intelligentsia » (wei zhishi jieji) qui prétend agir sur une expérience de l'étranger pour laquelle elle n'a en fait pas de connaissance authentique.

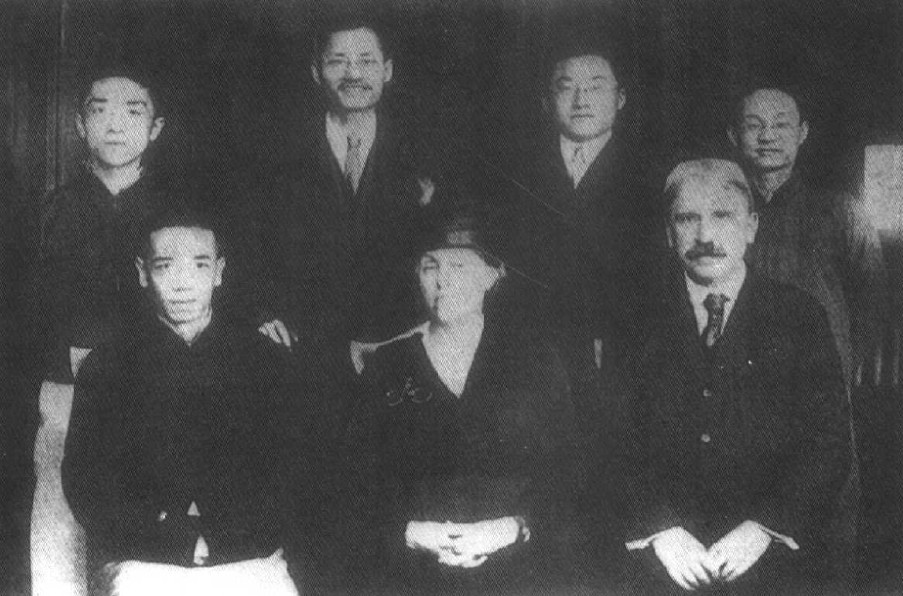
Tao Xingzhi avec John Dewey à Shanghai in 1919. Assis de gauche à droite : Shi Liangcai, Alice, la femme de Dewey, et Dewey. Debout de gauche à droite : Hu Shi, Jiang Menglin, Tao et Zhang Zuoping.

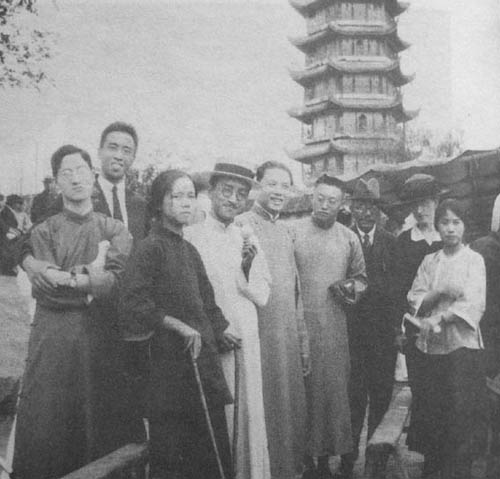
De gauche à droite, Xu Zhimo, Zhu Jingnong, Cao Chengying, Hu Shi, Wang Jingwei, Tao Xingzhi, Ma Junwu et Chen Weizhe (à l'extrême-droite) à Hangzhou en septembre 1924.

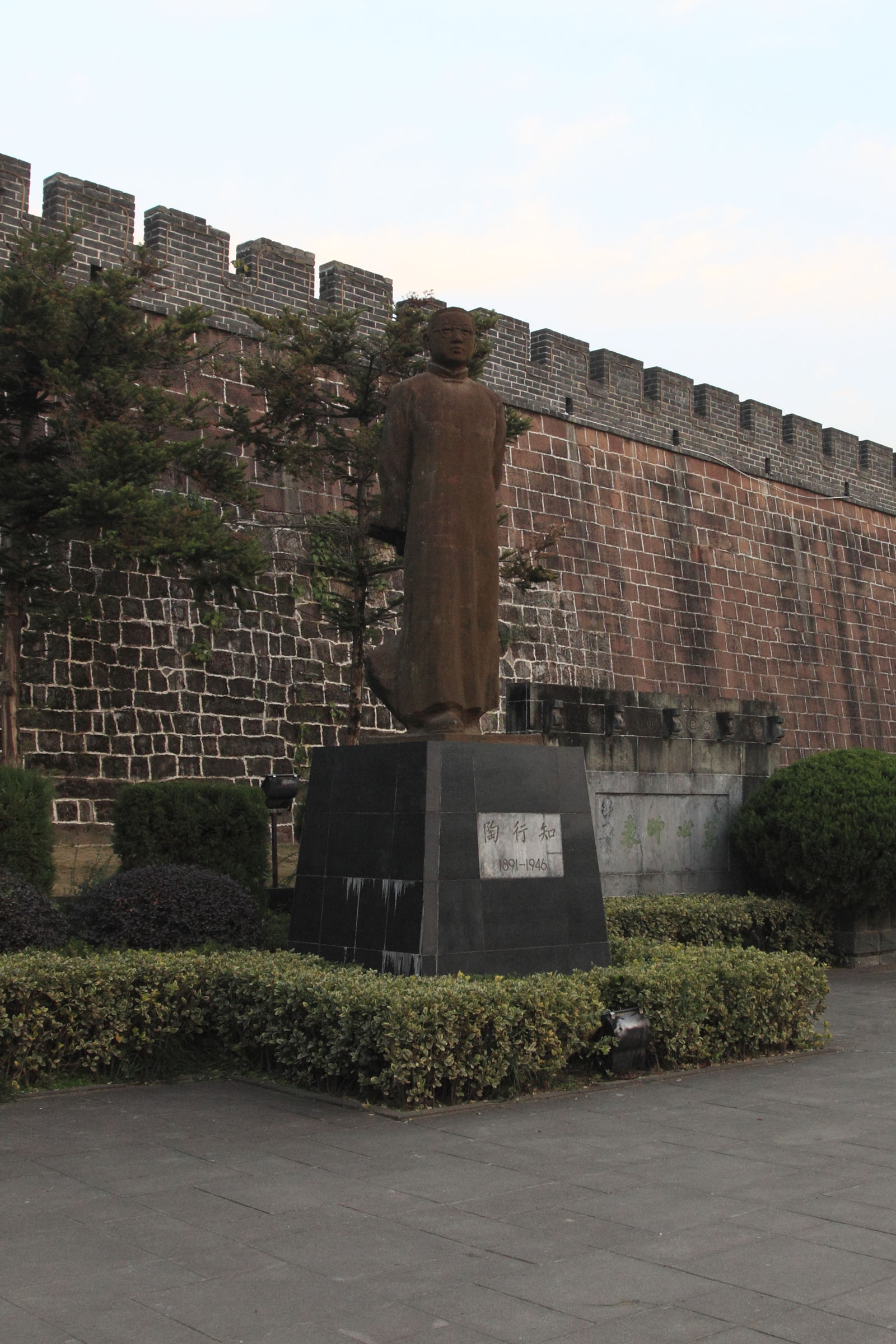
Statue de Tao Xingzhi sur son lieu de naissance, le xian de She.

En août 1923, Tao et James Yen fondent l'Association nationale des mouvements d'éducation de masse. Au sommet de sa campagne d'alphabétisation dans les années 1920, Yen estime que l'association a eu cinq millions d'élèves et plus de 100 000 enseignants volontaires. Tao est devenu le principal promoteur de l'éducation rurale en Chine. En mars 1927, il fonde l'école Normale Xiaozhuang à Nankin pour former les enseignants et les pédagogues qui sont ensuite envoyés comme membres du personnel des écoles rurales qu'il a établi dans toutes les campagnes chinoises. Ce collège d'enseignant utilise un certain nombre de techniques innovantes comme le « petit modèle des enseignants » qui encourage les élèves à apprendre à leur famille ce qu'ils venaient d'apprendre à l'école, et la technique « chaque personne enseigne à une personne », utile pour organiser les réseaux d'enseignements. L'école est fermée en 1930 par le gouvernement nationaliste pour des raisons politiques,.
Dans les années 1930, Tao écrit de la littérature pour enfants, fonde l'Association d'éducation à vie et un mouvement combinant le travail et les études. Il se rend aux États-Unis quand la guerre éclate avec le Japon en 1937, mais retourne en Chine où il devient membre du conseil politique du peuple. En 1939, il s'installe à Beibei, près de Chongqing, pour fonder l'école Yucai (en) (« école pour nourrir le talent »). Tao reçoit une allocation mensuelle de Feng Yuxiang et Zhang Zhizhong, deux natifs de l'Anhui comme lui. Un chef de l'une des deux cellules du Parti communiste qui avait étudié à l'école de Tao se souvient plus tard que Tao et son patron, Feng, avaient apporté de l'aide aux travailleurs du Parti quand ils avaient été chassés par la police secrète, et que Tao avouait son intérêt pour la « Nouvelle démocratie » de Mao Zedong. L'un des élèves de l'école est Li Peng, le fils adoptif de Zhou Enlai et futur Premier ministre de Chine.
En 1946, après un harcèlement de l'école par la police politique, il retourne à Shanghai. Craignant de rencontrer le même destin que les autres intellectuels assassinés par des nationalistes de droite, il travaille frénétiquement, ce qui conduit à son épuisement et sa mort à 54 ans. Zhou Enlai se précipite à son domicile et le cite comme un « bolchévique non-membre du Parti  ». La réputation de Tao est immense les années suivantes, mais au début des années 1950, il est accusé d'avoir été un « bourgeois libéral ». Dans les années 1980, la Société d'études Tao Xingzhi est fondé par Song Enrong qui édite une édition en plusieurs volumes des écrits de Tao.

## Le collège normal Xiaozhuang de Nankin
Le collège normal Xiaozhuang, fondé par Tao en 1927 et fermé pour raisons politiques en 1930, est rouvert en 1951, après la fondation de la République populaire de Chine, par Wang Dazhi, l'un des étudiants de Tao et ancien élève du collège,. En 2000, le collège devient l'université Xiaozhuang de Nankin.